# Coleocoptus senio
Coleocoptus senio är en skalbaggsart som först beskrevs av Newman 1840.  Coleocoptus senio ingår i släktet Coleocoptus och familjen långhorningar.
Artens utbredningsområde är Fiji. Inga underarter finns listade i Catalogue of Life.